# هنلو (بيدفوردشير)
هنلو (بالإنجليزية: Henlow)‏ هي قرية و أبرشية مدنية تقع في المملكة المتحدة في إنجلترا. يقدر عدد سكانها بـ 3,084 نسمة .

## أعلام
- جون كارليسلي